# Trilogia Bigend
Trilogia Bigend (engleză: Bigend books) este a treia serie de romane științifico-fantastice scrise de William Gibson. Este formată din romanele Pattern Recognition (2003), Spook Country(2007) și Zero History (2010).
Romanele au fost introduse formal într-o trilogie și au loc în același univers contemporan — „mai mult sau mai puțin acela în care trăim acum” — și, pentru prima dată, a plasat opera lui Gibson pe lista succeselor de literatură mainstream. În afară de faptul că se desfășoară în același univers, romanele conțin aceleași personaje, printre care Hubertus Bigend și Pamela Mainwaring, angajați ai unei enigmatice companii de marketing, Blue Ant.